# Omar Osorno
Omar Osorno Calvillo (16 de marzo de 1979) es un futbolista mexicano, hermano de Daniel Osorno. 

## Trayectoria
Ha vestido las camisetas de diversos clubs, entre los que se encuentra el Atlético Cihuatlán, Querétaro Fútbol Club, los Delfines de Coatzacoalcos, el Real de Colima y los Guerreros FC de Hermosillo.

## Clubes
| Club                       | País   | Año       | Partidos |
| -------------------------- | ------ | --------- | -------- |
| Atlético Cihuatlán         | México | 2002-2003 | 13       |
| Querétaro Fútbol Club      | México | 2003-2004 | 0        |
| Delfines de Coatzacoalcos  | México | 2004      | 9        |
| Real Colima                | México | 2007-2009 | 75       |
| Guerreros FC de Hermosillo | México | 2009      | 7        |